# Crash and Burn - Dannatamente veloci
Crash and Burn - Dannatamente veloci (Crash and Burn) è un film per la televisione statunitense del 2008 diretto da Russell Mulcahy.

## Trama
Il poliziotto che lavora sotto copertura ed ex ladro Kevin Hawkins, si unisce ai suoi vecchi amici del crimine per infiltrarsi in una banda che farebbe di tutto per proteggere il loro territorio. Quando un omicidio aggiunge una svolta violenta alla missione di Kevin, lui teme che sia tutto destinato ad una trappola.